# Rognano
Rognano é uma comuna italiana da região da Lombardia, província de Pavia, com cerca de 194 habitantes. Estende-se por uma área de 9 km², tendo uma densidade populacional de 22 hab/km². Faz fronteira com Battuda, Casarile (MI), Giussago, Trovo, Vellezzo Bellini, Vernate (MI).

## Demografia
| Variação demográfica do município entre 1861 e 2011                               |
|                                                                                   |
| Fonte: Istituto Nazionale di Statistica (ISTAT) - Elaboração gráfica da Wikipedia |